# 교파신토
교파신토(教派神道) 또는 종파신토(宗派神道)는 1882년 국가신토 통일조치에서 배제된 뒤 고유한 교리를 유지한 신토교단이다. 덴리교도 전쟁 종전 전에는 종파신도의 일부였다.